# Phronima dunbari
Phronima dunbari är en kräftdjursart som beskrevs av Chung Kun Shih 1991. Phronima dunbari ingår i släktet Phronima och familjen Phronimidae. Inga underarter finns listade i Catalogue of Life.